# Бендер-Аббас (аеропорт)
Міжнародний аеропорт Бендер-Аббас (IATA: BND, ICAO: OIKB) (перс. فرودگاه بین المللی بندرعباس) — міжнародний аеропорт, що знаходиться в 12 км від іранського міста Бендер-Аббас. Аеропорт має рейси до різних частин Ірану та країн на південь від Перської затоки, і в 2017 році через нього пройшло близько 1 289 000 пасажирів. Цей аеропорт може обслуговувати широкофюзеляжні літаки, такі як Boeing 777 або Boeing 747.